# 하호
하호(下戶)는 전근대기에 촌락을 구성하던 농민층을 가리키는 역사용어이다.

## 개요
중국에서는 여러 시대에 걸쳐 평민을 가리키는 표현 중 하나로 널리 사용되어 왔으며, 한국에서도 중국의 하호와는 다르긴 하나 하호란 용어를 사용한다. 삼국지 부여조의 기록에는 부여의 읍락에는 호민이 있고, 하호라 이름하는 것은 모두 노비나 다름없다고 한다. 부여-고구려 계통의 하호는 좌식자(坐食者)와 같은 지배층에게 식량 등을 바치는 자였으며 아마도 평민과 노비를 함께 이르는 말이었다. 삼국지 위서 동이전에서 대가(大家)는 농사를 짓지 않으며 좌식자가 1만여 명이고, 하호는 물고기, 소금, 식량을 날라 와 공급한다고 되어 있으며 하호는 일반적으로 무기를 들고 적과 싸우는 것이 금지되었다. 태평어람에 인용된 위략에서의 대가는 농사를 짓지 않으며, 하호는 부세를 바치는데 노객(奴客)과 같은 처지이다. 
후한서 동이전 부여조에서는 읍락이 모두 제가에게 종속된 것으로 보며 이는 한국의 특유의 귀족적 성격을 증명한다. 부여계의 경우 계층구성이 왕과 상층의 귀족계급으로서 제가·사자 등 관료계층이 있었고, 그 밑에 족장층인 호민층과 평민들인 하호, 그리고 최하층의 노예로 구분되어 있었는데 대체로 한국 귀족들은 호민을 제외한 평민과 노비를 딱히 구분하지 않아서 하호군은 당시의 노예군을 형성하고 있었다고 본다. 그들은 또한 법률로 그렇게 정해졌다고 한다.
한국민족문화대백과에 의하면 현재까지 제기된 하호에 관한 설은 크게 세 가지로 분류된다. 노예, 농노, 평민이다. 학자들은 중국식 하호와 한국식 하호를 구분하는 편이다.

## 같이 보기
- 부여
- 고구려
- 농노

## 참고 자료
- 이 문서에는 다음커뮤니케이션(현 카카오)에서 GFDL 또는 CC-SA 라이선스로 배포한 글로벌 세계대백과사전의 내용을 기초로 작성된 글이 포함되어 있습니다.